# تماس (فیلم آمریکایی ۲۰۲۰)
تماس (به انگلیسی: The Call) یک فیلم ترسناک آمریکایی محصول سال ۲۰۲۰ به کارگردانی تیموتی وودوارد جونیور با بازی لین شی، توبین بل، ارین ساندرز و چستر راشینگ است.

## خلاصه داستان
پس از مرگ غیرمنتظره یک زن مسن که مظنون به جادوگری است، گروهی از دوستان که او را آزار می‌دهند مجبور می‌شوند با تلفن نصب شده در تابوت او تماس بگیرند. برای وحشت آنها، آن طرف دیگر شخصی را برمی‌دارد و به آنها نشان می‌دهد جهنم واقعاً چگونه است.

## انتشار
این فیلم در ۲ اکتبر ۲۰۲۰ و در ۳۰ اکتبر ۲۰۲۰ از طریق VOD در ایالات متحده به صورت نمایشی اکران شد. در تاریخ ۱۵ دسامبر سال ۲۰۲۰ در بلوری منتشر شد.